# Roberto II de Meulan

Brasão de Armas dos Condes de Meulan.

Roberto II de Meulan ou Robert II de Meulan ou ainda Roberto II de Beaumont  (Meulan, Normandia, França, 1142 – 16 de agosto 1204, Poitiers) foi um nobre do Reino de França e detentor do título de Conde de Meulan. 

## Relações familiares
Foi filho de Galéran IV de Meulan (?- 1166), Conde de Meulan e Conde de Worcester, e de Inês de Montfort dita também Agnès de Montfort (?- 1181).
Casou com 1165 com Maude de Dunstanville (? – Cornualha, Inglaterra, 1165) conhecida também pelo nome de Matilde da Cornualha, filha de Reginaldo de Dunstanville, Conde da Cornualha, filho ilegítimo de Henrique I de Inglaterra, e de Beatriz de FitzRichard, de quem teve:
1. Mabile de Beaumont (? -1204), casou com Guilherme de Reviers, Conde de Devon,
2. Galéran V de Meulan (? - Palestina, 1191), co-conde de Meulan, casado com Margaret de Fougères,
3. Pedro de Meulan (? - 12 de julho de 1203),
4. Henrique de Meulan (?- c. 1204),
5. Inês de Meulan, casado com Guy IV de La Roche-Guyon, Senhor de La Roche-Guyon,
6. Joana de Meulan, Senhora de Meulan, casada com Robert II de Harcourt.